# ノースレインボーエクスプレス

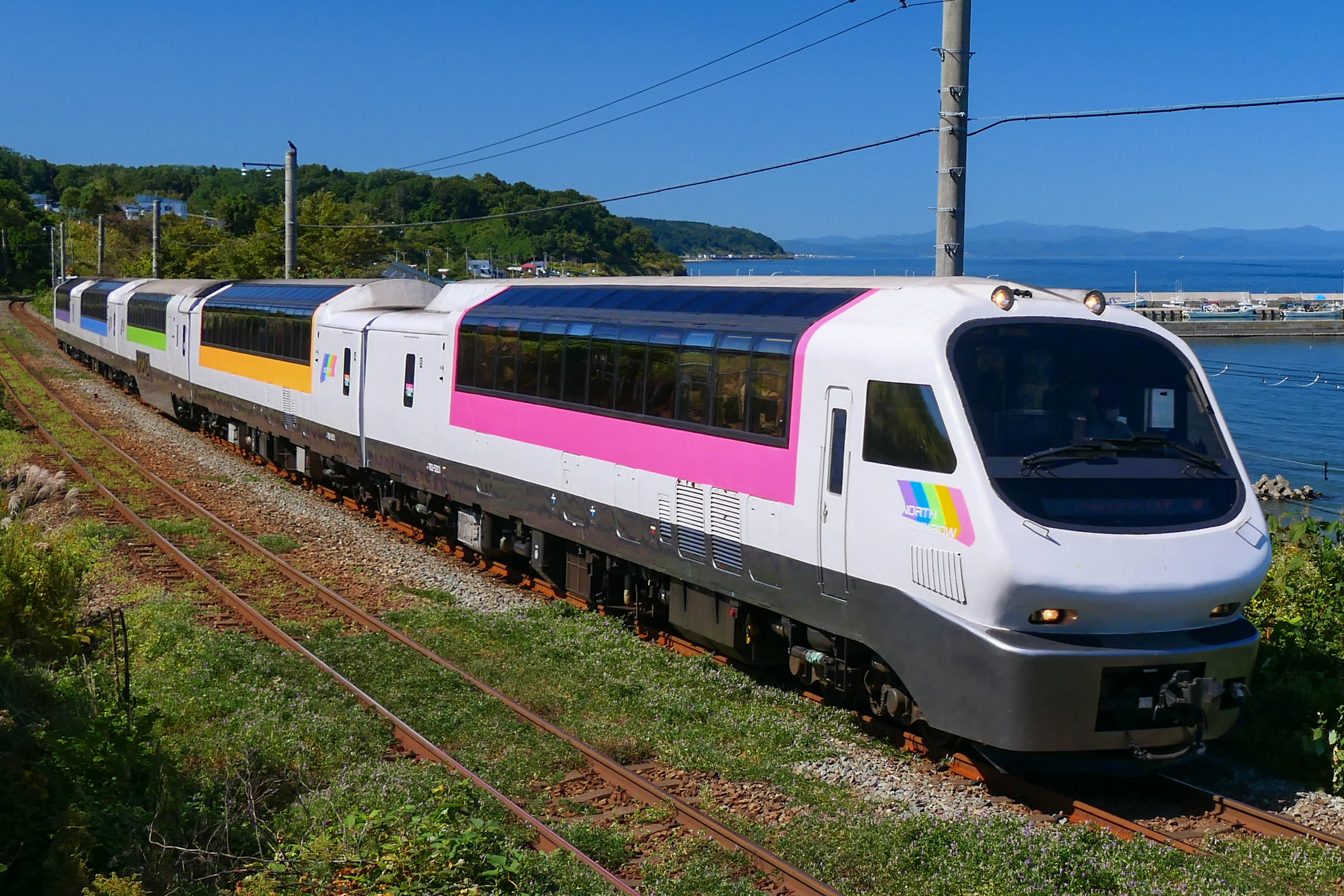
キハ183系「ノースレインボーエクスプレス」（2022年9月、石倉 - 森間）

ノースレインボーエクスプレス（NORTH RAINBOW EXPRESS）は、北海道旅客鉄道（JR北海道）が1992年（平成4年）から2023年（令和5年）まで運用していた鉄道車両（気動車）で、ジョイフルトレインと呼ばれる車両の一種である。性能面からキハ183系に属し、5200番台を称する。

## 概要
JR北海道が従前より団体列車などに使用してきた、キハ56系「アルファコンチネンタルエクスプレス」の置換え用、および主に札幌 - 函館間を結ぶリゾート列車として計画された編成で、同社6番目のリゾート編成として、自社苗穂工場で新製された。愛称は公募により決定されたものである。
編成は札幌方面から函館方面にかけて、キハ183-5202（Mc2）+キハ182-5251（M）+キサハ182-5201（TD）+キハ182-5201（mg）+キハ183-5201（Mc1）の5両編成である。1992年7月にMc2-mg-Mc1の3両編成で運転を開始したが、12月にM-TDを加え5両編成となった。

## 構造
各車両とも、出入口ドアはプラグドアを採用。
客室は展望性を重視して高床式とし、中間には2階建て車両も連結した。側窓は屋根肩にまでかかる曲面ガラスで、天窓を設ける。高床式かつ天窓を設けている関係で空調装置は天井にはなく、冷房使用時の冷風は側面の座席間にある吹き出し口からでている。また、天井部の荷物棚は簡易なものとなっており収容力が小さいため、デッキから客室に入ってすぐのところに大型の荷物置き場を設置しているほか、窓側席のみ壁際の足元に小さな荷物置きが備わっている。
座席はリクライニングシートで、シートピッチは960mmである。なお、座席テーブルは肘掛け部収納型である。また、肘掛けにはオーディオパネル（イヤホンジャック、チャンネルボタン、音量ボタン）を設けており、かつては備え付けのチューブ式のイヤホン（のち廃止）または持参のイヤホンをイヤホンジャックに差し込むと、オーディオパネルを介して定期特急列車のグリーン車で提供していたミュージックサービスが楽しめた。このほか、先に登場したジョイフルトレインには設けられていた座席ごとの液晶モニターは当初から装備しなかった代わりに、客室車端部と天井部には等間隔で17インチ液晶カラーモニター（市販のシャープ製液晶テレビ。進行方向に合わせて回転可能）を備えており、運転台備え付けのカメラからの走行風景を放映していたこともあった。
内外装の配色は同一系統の色調で揃えられ、基調色は各車両ごとに異なる。上記の編成順にラベンダー・ブルー・ライトグリーン・オレンジ・ピンクである。
1994年3月の函館本線・室蘭本線特急高速化に先行して、一般のキハ183系550番台（NN183系）より先に最高速度130km/hに対応している。走行用機関はキハ183形200番台と同じ DMF13HZC (420PS/2,000rpm) を、2階建てかつ付随車であるキサハ182-5201を除く各車に搭載することで、編成重量増に対応している。液体式変速機は変速1段直結2段のN-DW14C。台車は動台車が1軸駆動のDT53B、付随台車はTR239Aである。電源用機関は中間のキハ182-5201に搭載する。
青函トンネル通過対策が実施されており、北海道新幹線開業前は電気機関車牽引により本州への乗り入れを行っていたこともあった。

## 車種別詳説

### キハ183形
| キハ183-5201 |  | キハ183-5202 |
| キハ183-5201 |  | キハ183-5202 |

編成の両端に連結される運転台付きの普通車で、駆動機関は2台を搭載する。定員はいずれも47名。車体帯色は5201（Mc1）がピンク、5202（Mc2）がラベンダーである。先頭車形状は「アルファコンチネンタルエクスプレス」のイメージを引き継いだ。
眺望を重視させたため、運転台後ろの客室との間の仕切りは座席部に透明なアクリルパーテーションを設けたのみで中央の通路部にはなく、運転台の天井部は吹き抜けで客室と一体となっている。
車内は、5201では3D席が、5202では3A席が、それぞれ床下エンジンからの排気口に抵触するため席は設けられておらず欠番であり、この部分のみ一人掛けとなっている。このほか、車端部に男女共用洋式トイレと男性用トイレ（小便器）を設置している。
なお、キハ183-5201は1997年2月の踏切事故で破損した際、修理復旧の間の代用車両としてキハ183-1が5201に似せたカラーリングで使用された。

### キハ182形
| キハ182-5201 |  | キハ182-5251 |
| キハ182-5201 |  | キハ182-5251 |

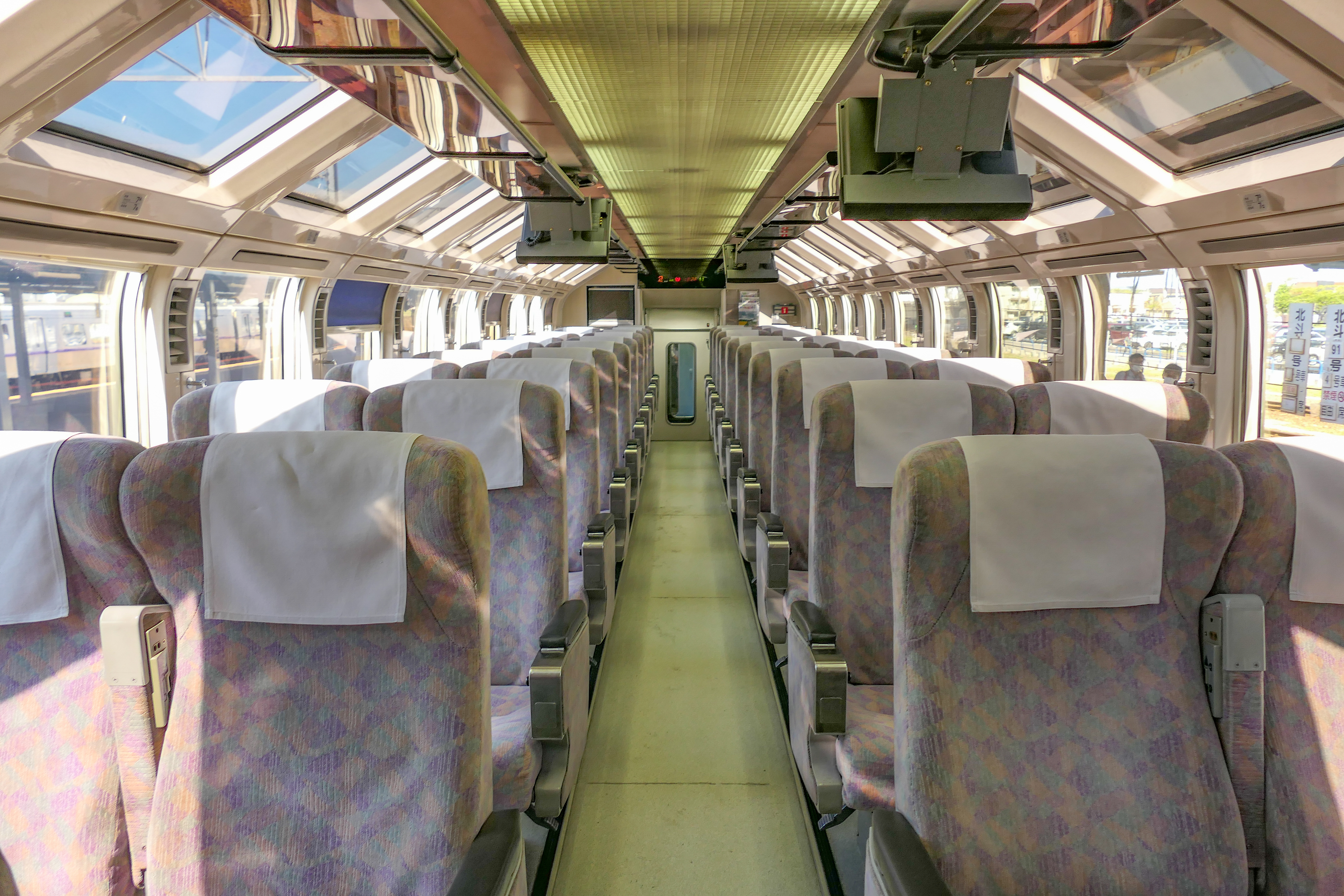
普通車内（キハ182-5251）

編成の中間に連結される普通車で、定員はいずれも60名。
5201（mg）は発電機関としてDMF13HZ-G（300PS）/DM93（210kVA）を1組、駆動機関を1台搭載する。車体帯色はオレンジ。
5251（M）は1992年12月に追加組成された車両で、駆動機関を2台搭載する。車体帯色はブルー。

### キサハ182形
| キサハ182-5201 |  | 1階部分のラウンジ内 |
| キサハ182-5201 |  | 1階部分のラウンジ内 |

1992年12月に追加組成された車両。付随車（TD）であるため、駆動機関は搭載されていない。車体帯色はライトグリーン。
編成の中間に連結される2階建車両で、1階部分にラウンジ・ビュッフェ（売店スペース）を設け、2階部分を客室とする。定員は36名。3両での暫定運行時にはなかったAVシステムの制御装置が設けられた。M（キハ182-5251）寄りの車端部に男女共用洋式トイレと男性用トイレ（小便器）を設置。M寄り階段横には公衆電話ボックスがあったが、公衆電話が撤去されたのちは業務用室となっている。ミニビュッフェはmg（キハ182-5201）寄りの階段横に設けられている。またmg寄りデッキ部に車掌室がある。

### 主要諸元
ノースレインボーエクスプレス主要諸元
| 形式         | キハ183形                                             | キハ182形                                             | キハ182形                                             | キサハ182形                                           |
| ------------ | ----------------------------------------------------- | ----------------------------------------------------- | ----------------------------------------------------- | ----------------------------------------------------- |
| 車両番号     | 5201、5202                                            | 5201                                                  | 5251                                                  | 5201                                                  |
| 車種         | 動力制御車（Mc2、Mc1）                                | 動力車（mg）                                          | 動力車（M）                                           | 付随車（TD）                                          |
| 定員         | 47人                                                  | 60人                                                  | 60人                                                  | 36人                                                  |
| 空車重量     | 49.6t                                                 | 46.1t                                                 | 46.5t                                                 | 42.2t                                                 |
| 車体長       | 21,550mm                                              | 21,300mm                                              | 21,300mm                                              | 21,300mm                                              |
| 車体幅       | 2,959mm                                               | 2,959mm                                               | 2,959mm                                               | 2,926mm                                               |
| 車体高       | 4,090mm                                               | 4,090mm                                               | 4,090mm                                               | 4,080mm                                               |
| 台車中心距離 | 14,400mm                                              | 14,400mm                                              | 14,400mm                                              | 14,400mm                                              |
| 最高速度     | 130km/h                                               | 130km/h                                               | 130km/h                                               | 130km/h                                               |
| 駆動機関     | N-DMF13HZ-C 420PS、2,000rpm                           | N-DMF13HZ-C 420PS、2,000rpm                           | N-DMF13HZ-C 420PS、2,000rpm                           | -                                                     |
| 発電機関     | -                                                     | DMF13HZ-G （300PS） /DM93（210kVA）                   | -                                                     | -                                                     |
| 車両出力     | 617.8kw（840PS）                                      | 309.0kw（420PS）                                      | 617.8kw（840PS）                                      | -                                                     |
| 台車         | N-DT53B（動力台車） N-TR239A（付随台車）              | N-DT53B（動力台車） N-TR239A（付随台車）              | N-DT53B（動力台車） N-TR239A（付随台車）              | N-DT53B（動力台車） N-TR239A（付随台車）              |
| 制動方式     | 電磁自動空気ブレーキ（CLE） 機関ブレーキ 留置ブレーキ | 電磁自動空気ブレーキ（CLE） 機関ブレーキ 留置ブレーキ | 電磁自動空気ブレーキ（CLE） 機関ブレーキ 留置ブレーキ | 電磁自動空気ブレーキ（CLE） 機関ブレーキ 留置ブレーキ |

## 運用の変遷

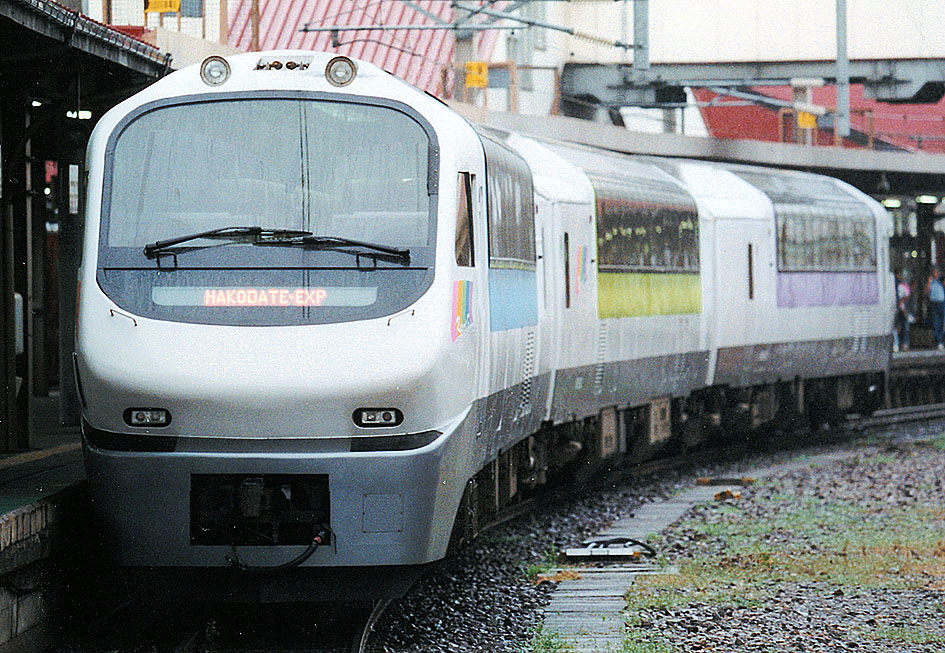
3両編成で運用されていた「はこだてエクスプレス」（1992年9月、函館駅）

車両新製当時、函館空港が道内第2の空港として輸送力を増加させていること、札幌 - 函館間には道内有数の観光地を有しており、旅行需要の大きな伸びが期待できることから、札幌 - 函館間のリゾート列車の運行を計画していた。
先行した3両による暫定編成で、臨時特急「はこだてエクスプレス」（札幌 - 函館間）として1992年7月18日に運行を開始した。この時点では「ノースレインボーエクスプレス」の愛称はなく、運転台脇などに筆記体風の白抜き文字で単に「Resort Express」とロゴが描かれていた。また、10月からはJR東日本路線への乗り入れを開始した。12月に5両編成となり、愛称が公募により「ノースレインボーエクスプレス」に決定された。同時にロゴも「Resort Express」から「NORTH RAINBOW」に差し替えられた。
1997年に踏切事故でキハ183-5201が損傷した際、修復期間中の時に限り、ノースレインボーエクスプレス色に塗装を変更したスラントノーズ顔のキハ183-1が組み込まれた。
その後、景気の後退や経済情勢の悪化に伴い、リゾート列車の勢いは失せ、用途を転換した。1999年時点では、一般団体用に使いやすい特徴を生かし、修学旅行などの大口団体列車に使用されることが多かった。
2000年代からは、季節を通じ種々の臨時列車に使用された。臨時特急として、夏季には「フラノラベンダーエクスプレス」（札幌 - 富良野間）などへ、冬季には「流氷特急オホーツクの風」（札幌 - 網走間） 「ニセコスキーエクスプレス」（札幌 - ニセコ間）などへ、それぞれ充当された。
最高速度130km/h運転が可能であることから、定期特急列車の輸送障害時に代替で運用される事例もあった。2013年3月24日に東室蘭駅で函館発札幌行き特急「北斗」5号の4号車から出火する事故が発生し、その後の他の編成でも出火事故が立て続けに発生したためキハ183系の一部車両が使用中止となったのに伴い、臨時特急「北斗」として、ニセコエクスプレス車両とともに代替で2014年7月末まで函館 - 札幌間に投入された。その際の車内販売は、通常のワゴンサービスとは異なり、3号車1階ラウンジの売店で対面販売を行った。
対本州運用として、「リゾートエクスプレス北海道」（札幌 - 三沢・盛岡間）、「ねぶたエクスプレス」（函館 - 青森間）、「さくらエクスプレス」（函館 - 弘前間）、秋田地区の観光利用促進として、特急「ハーバーレインボー」（札幌 - 秋田間）などへ充当された。青函トンネル内には多数の熱・煙探知器が設置されており、救援列車を除き、気動車やディーゼル機関車の自走が認められていないため、函館 - 青森間では走行用エンジンをアイドリングのままとしてED79牽引で運転された。
2020年からは後継車両であるキハ261系5000番台が投入された事により、「フラノラベンダーエクスプレス」などの運用から退いた。
その後も稀に定期特急列車の代替として運用される事があった他、2021年9月からは特急「ニセコ号」にも充当されたが、車両の老朽化に伴い2023年春をもって運行を終了することになった。2022年11月3日からは「ニセコ号」のほかにメモリアル運転として「まんぷくサロベツ号」（札幌 - 稚内間）、「はこだてエクスプレス」、「流氷特急オホーツクの風」へそれぞれ充当された。
なお、一般販売を行う観光列車として運行するのはメモリアル運転が最後となり、2023年4月27日から4月30日にかけて旅行会社による団体臨時列車としてラストラン運転を行い、全ての運用を終了した。2024年2月29日付で5両とも廃車され、夏に自社苗穂工場で解体された。なお解体工事中、車両から一時的に出火する事象が発生したが無事全車解体が完了した。。